# Gabriel Daniel
Gabriel Daniel (8. února 1649, Rouen - 23. června 1728, Paříž) byl francouzský jezuita a historik.
Jezuitou se stal v osmnácti letech a po čase byl jmenován představeným řádu v Paříži. Jeho nejznámějším dílem je Histoire de France depuis l'établissement de la monarchie française (17 svazků - poprvé kompletně vydána roku 1713), která byla opětovně vydávána v letech 1720, 1721, 1725, 1742 a naposledy roku 1755-1760. Daniel publikoval zkrácené vydání roku 1724 a roku 1726 bylo přeloženo do angličtiny.